# August von Fligely
August von Fligely (* 26. September 1810 in Janów Lubelski in Galizien, heute Woiwodschaft Lublin; † 12. April 1879 in Wien) war ein österreichischer Offizier, Kartograf und Feldmarschallleutnant. Er gehörte zu den Begründern der Mitteleuropäischen Gradmessungskommission.

## Leben
August Fligely war Zögling der Militärakademie in Wiener Neustadt. 1854 wurde er Direktor des militärgeografischen Instituts in Wien. Er erwarb sich große Verdienste um die Triangulierung, Landesaufnahme und kartografische Darstellung Österreichs sowie seit 1861 um die europäische Gradmessung. In der Kartenherstellung begründete er die Anwendung der Heliogravüre, wie sie erstmals bei der neuen Spezialkarte 1:75.000 der österreichisch-ungarischen Monarchie zur Ausführung kam.
Seit 1872 pensioniert, blieb Fligely noch bis 1875 Präsident der österreichischen Gradmessungskommission und starb am 12. April 1879 in Wien.
Nach ihm wurden das Kap Fligely auf dem 1873 von der österr. Nordpolexpedition entdeckten Franz-Joseph-Land und der Fligely-Fjord in Grönland benannt.